# أبروصور
أبروصور أو أبروسوروس (بالإنجليزية:Abrosaurus) هو ديناصور نباتي من فصيلة ديناصورات ماكروناريان صوروبودا الاسم يعني السحلية الرقيقة أو الحساسة (من اللغة اليونانية αβρος وتعني «رقيق» أو «حساس» و σαυρος وتعني «سحلية») عاش هذا الديناصور في العصر الجوراسي الأوسط في قارة اسيا قبل 161 إلى 168 مليون سنة مضت، وهو أحد الديناصورات التي تم العثور على حفرياتها في محاجر دا شان بو في سيتشوان في الصين. كان صغيرُا نوعُا ما بالنسبة للصوربوديات، وكان طوله أقل من 9 امتار (30 قدم)، وكان رأسه يشبه المربع وكان لديه عنق طويل.
معنى اسمه «السحلية الرقيقة»، ويشير إلى طبيعة الجمجمة، التي تحتوي على فتحات كبيرة مفصولة عن طريق دعامات رقيقة عظميًا، قام أويانغ دونغ بوي بتسمية الديناصور بهذا الاسم.

## الاكتشاف والوصف

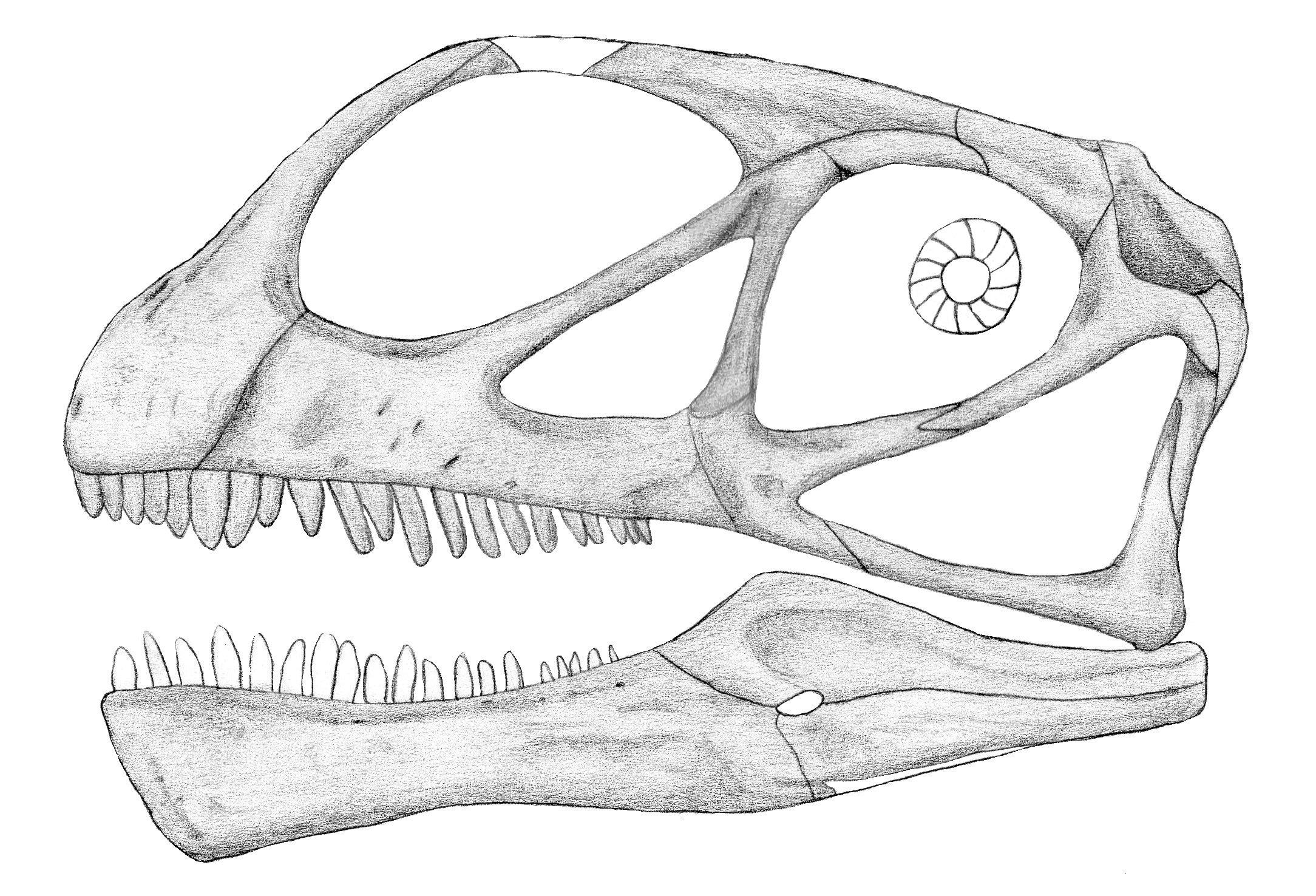
رسم تخطيطي لجمجمة عظمية لديناصور الأبروصور

اكتشف الأبروصور في عام 1984 وتم وصفه لأول مرة عام 1986. وصف أويانغ هذا النوع رسميا في عام 1989 تحت عنوان هو "Abrosaurus dongpoensis". وتم تغيير الاسم إلى Abrosaurus dongpoi. وتم نسبة الأبروصور في الأصل إلى شعبة صوربوديات الكاماراسوريداي، ورجح بعض الباحثون أنه عضو أساسي في ماكروناريان، وهذا يعني أن الأبروصور لم يتم تأكيد شعبته بعد.